# Марцел Штербак
Марцел Штербак (словац. Marcel Šterbák; 18 серпня 1980, м. Кошиці, ЧССР) — словацький хокеїст, захисник. Виступає за ХК «Попрад» у Словацькій Екстралізі.
Вихованець хокейної школи ХК «Кошиці». Виступав за ХК «Спишська Нова Вес», ХК «Кошиці», ХК «Требішов», МХК «Мартін», ХК «32 Ліптовски Мікулаш», БК «Млада-Болеслав».
У складі національної збірної Словаччини провів 13 матчів.
Досягнення
- Чемпіон Словаччини (2009, 2011), срібний призер (2003, 2008).